# 紀誡
紀誡（1519年—1573年），字勉夫，號文泉，順天府霸州文安縣人，民籍，明朝政治人物。

## 生平
嘉靖三十七年（1558年）戊午科順天府鄉試第三十八名舉人。嘉靖三十八年（1559年）聯捷己未科會試第一百四十一名，三甲第一百二十六名進士。授南京行人司行人，升左司副，丁父忧。服阕，復除行人司正，升工部虞衡司郎中，分署遵化，督鐵冶，升怀庆知府，隆慶四年（1570年）四月擢山西按察司副使、整饬井陉兵备，以开浚深河事，与巡抚都御史宋纁相忤，即引疾乞休，而纁亦自劾求去。五年五月紀誡被降一级，回籍调用。归乡三载后卒。

## 家族
曾祖紀亨，衛經歷 贈右長史；祖父紀紘，右長史；父紀常，河南左布政使，贈通奉大夫，祀鄉賢。母馬氏（封宜人）。严侍下。兄紀言（监生）。弟紀謹。子紀大統，鴻艫寺署丞。孫紀汝清，字廉卿，號太玄，萬曆庚子舉人。